# Ilia Fedarenka
Ilia Fedarenka –en bielorruso, Ілья Федарэнка– es un deportista bielorruso que compite en piragüismo en la modalidad de aguas tranquilas.
Ganó dos medallas de oro en el Campeonato Europeo de Piragüismo, en los años 2018 y 2021, ambas en la prueba de K4 1000 m.

## Palmarés internacional
| Campeonato Europeo | Campeonato Europeo | Campeonato Europeo | Campeonato Europeo |
| Año                | Lugar              | Medalla            | Competición        |
| ------------------ | ------------------ | ------------------ | ------------------ |
| 2018               | Belgrado (Serbia)  | Medalla de oro     | K4 1000 m          |
| 2021               | Poznań (Polonia)   | Medalla de oro     | K4 1000 m          |